# Мері Ховітт
Марія (Мері) Ховітт (уроджена Ботам, англ. Mary Howitt; (12 березня 1799 , Коулфордd, Глостершир  — 30 січня 1888 , Рим ) — англійська поетеса, письменниця та перекладачка.
Дружина англійського письменника та історика Вільяма Ховіта (1792—1879).

## Біографія
Народилася 1799 року в родині бізнесмена. Здобула домашню освіту, потім відвідувала школу. З раннього віку виявила інтерес до літератури, писала вірші.

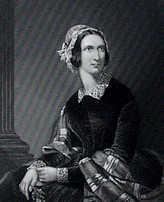
Мері Ховіт (Ботам) у молодості

В 1821 році вийшла заміж за Вільяма Ховіта, разом з яким займалася літературною творчістю. Разом із чоловіком нею було видано вірші: The forest ministrel; The desolation of Eyam, Marien's Pilgrimage та інші твори. У 1827 році з'явилася їхня перша спільна збірка віршів, що отримала позитивні відгуки в пресі.
У цей час Мері Ховіт написала «Ескізи природної історії» — одну з перших книг, що популяризують науку в Англії.
З 1840 по 1843 рік сім'я жила в Німеччині. Після смерті чоловіка Мері Ховіт жила на знаменитому курорті в Тіролі, в Мерані та Римі.
Мері Ховіт вважається однією з найвитонченіших, різнобічних і результативних письменниць початку XIX століття. Вона авторка низки віршів та оповідань, також надрукувала кілька дитячих книг. Найвідомішим віршем М. Ховіт є The Spider and The Fly (Павук і муха). Інший відомий твір The Wood-Mouse («Лісова миша»).
Вивчила скандинавські мови, у тому числі, данську та шведську, і присвятила себе перекладам . Серед іншого, перекладала казки Ганса Крістіана Андерсена.
Померла у Римі 1888 року на 89-у році життя від бронхіту.

## Вибрані твори
| - Sketches of Natural History (1834) - Wood Leighton, або рік у Country (1836) - Birds and Flowers and other Country Things (1838) - Hymns and Fireside Verses (1839) - Hope on, Hope ever, a Tale (1840) - Strive and Thrive (1840) - Sowing and Reaping, або What will come of it (1841) - Work and Wages, or Life in Service (1842) - Which is the Wiser? or People Abroad (1842) - Little Coin, Much Care (1842) - No Sense like Common Sense (1843) - Love and Money (1843) - My Uncle the Clockmaker (1844) - The Two Apprentices (1844) - My own Story, або Autobiography of Child (1845) - Fireside Verses (1845) - Ballads and other Poems (1847) - The Children's Year (1847) - The Childhood of Mary Leeson (1848) - Our Cousins in Ohio (1849) - The Heir of Wast-Waylan (1851) | - The Dial of Love (1853) - Birds and Flowers and other Country Things (1855) - Picture Book for the Young (1855) - M. Howitt's Illustrated Library for the Young (1856; two series) - Lillieslea, або Lost and Found (1861) - Little Arthur's Letters to his Sister Mary (1861) - The Poet's Children (1863) - The Story of Little Cristal (1863) - Mr. Rudd's Grandchildren (1864) - Tales in Prose for Young People (1864) - M. Howitt's Sketches of Natural History (1864) - Tales in Verse for Young People (1865) - our footed friends (1867) - John Oriel's Start in Life (1868) - Pictures from Nature (1869) - Vignettes of American History (1869) - A Pleasant Life (1871) - Birds and their Nests (1872) - Natural History Stories (1875) - Tales for all Seasons (1881) - Tales of English Life, включаючи Middleton and the Middletons (1881) |